# بيت بحاش (مناخة)

تعديل مصدري - تعديل

بيت بحاش هي إحدى قرى عزلة بني حسن وحسين بمديرية مناخة التابعة لمحافظة صنعاء، بلغ تعداد سكانها 340 نسمة حسب تعداد اليمن لعام 2004.